# یواس‌ان‌اس آپاچی (تی-ای‌تی‌اف-۱۷۲)
یواس‌ان‌اس آپاچی (تی-ای‌تی‌اف-۱۷۲) (به انگلیسی: USNS Apache (T-ATF-172)) یک کشتی بود که طول آن ۲۲۶ فوت (۶۹ متر) بود. این کشتی در سال ۱۹۸۱ ساخته شد.